# Advances in Applied Clifford Algebras
Advances in Applied Clifford Algebras is een internationaal, aan collegiale toetsing onderworpen wetenschappelijk tijdschrift op het gebied van de Clifford-algebras.
De naam wordt in literatuurverwijzingen meestal afgekort tot Adv. Appl. Clifford Al.
Het wordt uitgegeven door Springer Science+Business Media en verschijnt 4 keer per jaar.
Het eerste nummer verscheen in 1991.